# Hr. Ms. De Zeven Provinciën (1910)
«Зевен Провинсиен» (нидерл. De Zeven Provinciën — «семь провинций») — броненосец береговой обороны Нидерландов, последний корабль этого класса в составе ВМС Нидерландов. Был построен на верфях Amsterdam D. Y. в 1908—1910 годах.
В 1911—1918 и с 1921 года «Зевен Провинсиен» находился в составе флота Голландской Ост-Индии, являясь его флагманским кораблём вплоть до 1925 года. 
Из-за исключительно тяжелых условий службы и расизма со стороны офицеров-голландцев (экипаж составлял 460 человек, из которых 263 были индонезийцы) 4 февраля 1933 года в порту Сабанг на корабле произошло восстание моряков. Моряки-индонезийцы захватили оружие, арестовали офицеров и направились в Сурабаю, имея целью освободить содержащихся в тюрьмах этого города сотни участников недавних антиколониальных выступлений, а затем совместно с ними начать новое антиколониальное восстание. К восстанию присоединились несколько десятков нижний чинов из числа голландцев. Утром 10 февраля в проливе Сунда корабль настигли и открыли по нему огонь несколько кораблей во главе с крейсером «Ява», а бомбардировщики атаковали его с воздуха. Корабль получил пробоину и на нём начался пожар. В ходе боя были убиты 23 матроса. Все участники восстания были арестованы и затем осуждены на длительные сроки тюремного заключения.
После этого в 1933—1936 годах «Зевен Провинсиен» был переоборудован в учебно-артиллерийский корабль и получил название «Сурабая» (нидерл. Soerabaia), под которым оставался в составе флота к началу Второй мировой войны.
18 февраля 1942 года корабль получил тяжёлые повреждения при налёте японской авиации и был 3 марта затоплен командой. Впоследствии корабль был поднят японцами и использовался ими в качестве блокшива до потопления его авиацией Союзников в 1943 году.